# Anomalocera patersoni
Anomalocera patersoni är en kräftdjursart som beskrevs av Robert Templeton 1837. Anomalocera patersoni ingår i släktet Anomalocera och familjen Pontellidae. Inga underarter finns listade i Catalogue of Life.